# Mauá
Mauá är en stad och kommun i Brasilien och ligger i delstaten São Paulo. Staden ingår i São Paulos storstadsområde och hade cirka 449 000 invånare år 2014.